# خرچنگ‌های شامپاین
خرچنگ‌های شامپاین (نام علمی: Hypothalassia) نام یک سرده از راسته ده‌پایان است.